# Urodasys acanthostylis
Urodasys acanthostylis is een buikharige uit de familie Macrodasyidae. Het dier komt uit het geslacht Urodasys. Urodasys acanthostylis werd in 1998 voor het eerst wetenschappelijk beschreven door Fregni, Tongiorgi & Faienza. 